# Mikoyan-Gurevich Ye-150
Il Mikoyan Gurevich Ye-150 (Микоян, Гуревич Е-150 in caratteri cirillici), ed i suoi derivati, Ye-151, Ye-152A, Ye-152, furono prototipi sperimentali di un caccia intercettore a lungo raggio sovietico, progettati dall'ufficio tecnico di Mikoyan e Gurevich.

## Storia

### Sviluppo
Durante la seconda metà degli anni '50, l'ufficio tecnico di Mikoyan e Gurevich lavorò ad una serie di progetti per un grosso intercettore ad alte prestazioni, un MiG-21 in scala maggiore. Il progetto e il suo successore vennero ribattezzati Ye-150 (E-150 in cirillico) e Ye-152. Il loro disegno, come quello del MiG-21, era stato realizzato dall'Istituto centrale di aeroidrodinamica, lo TsAGI. Anche lo Sukhoi Su-9 aveva la stessa configurazione: una presa d'aria a spina centrale sul muso ed un'ala a delta.
Il MiG-21 era un caccia intercettore per la difesa della parte occidentale dell'Unione Sovietica, infatti, con un raggio d'azione assai limitato, non poteva operare nelle enormi aree del nord-est asiatico. Era perciò necessario un'altra tipologia di intercettore per evitare attacchi da est.
Questa minaccia era piuttosto concreta: già dal 1956 gli statunitensi avevano sorvolato occasionalmente il territorio sovietico con i loro Lockheed U-2, volando a quote non raggiungibili dagli aerei russi. Come soluzione temporanea si provò ad aggiungere razzi ai tradizionali caccia a getto, che però diventavano incontrollabili una volta in quota. Infine, gli USA stavano mettendo in servizio i loro Convair B-58 Hustler da Mach 2 e progettavano il North American XB-70 Valkyrie da Mach 3 (che restò un prototipo).
Ciò di cui l'Unione Sovietica aveva bisogno era di un intercettore con maggiore autonomia e maggiore tangenza pratica. Verso la fine degli anni cinquanta l'OKB di Mikoyan e Gurevich iniziò lo sviluppo di un progetto orientato a soddisfare questi requisiti: lo Ye-150. Uscito di fabbrica nel dicembre del 1958, fece il suo primo volo un anno ed otto mesi dopo, l'8 agosto del 1960 con Aleksandr Fedotov ai comandi. In quel periodo l'U-2 non era più un problema, dato che il 1º maggio del 1960 un ricognitore USA fu abbattuto da un missile SAM, portando gli Stati Uniti a non sorvolare più il territorio sovietico. D'altra parte i bombardieri statunitensi restavano una minaccia.

## Struttura
Come accennato in precedenza, lo Ye-150 era molto simile ad un MiG-21 più grande, un lungo tubo con ali a delta e lo stesso arrangiamento del carrello, ogni gamba con un singolo pneumatico. A differenza del fratello minore, aveva però un aerofreno davanti al ruotino anteriore e l'ala aveva una freccia di 60° del bordo d'attacco.
Inoltre, lo Ye-150 aveva una grossa ed affusolata spina centrale che ospitava il radar Uragan-5B da intercettazione che era abbinato ad un missile aria-aria agganciato sotto ciascuna semiala. La spina terminava anteriormente in un lungo tubo di Pitot, per questo la macchina era soprannominata Yedinorog, cioè unicorno. Il grosso prototipo pesava quasi due volte un MiG-21F-13.
Lo Ye-150 era spinto da un turbogetto Tumanskij R-15-300 da 66,7kN a secco e 99,5kN con postcombustione. La fusoliera era un lungo tubo con un anello di raffreddamento del postbruciatore allo scarico. I collaudi dell'intercettore andarono avanti sino al 1962, facendo ottenere all'aeroplano notevoli prestazioni, con una velocità massima di Mach 2,65 a 19.100 metri di quota ed un altrettanto notevole velocità di salita. Il problema era che il Tumanskij R-15-300 era assolutamente poco affidabile, una diretta conseguenza delle sue generose prestazioni, inoltre i suoi difetti si rivelarono difficili da correggere: fu questo il motivo principale del ritardo intercorso tra l'uscita di fabbrica ed il primo volo.

## Successori
L'0KB cominciò a lavorare anche su un prototipo armato, lo Ye-151, dotato di un cannone orientabile a doppia canna TKB-495 da 30mm, con asse di rotazione non coincidente con l'asse della struttura. A causa di ciò, la torsione poteva destabilizzare l'assetto di volo e quindi la precisione di tiro. Il cannone venne quindi spostato verso l'abitacolo sul secondo prototipo, più vicino al centro aerodinamico dell'aereo. Lo Ye-151 presentava anche una presa d'aria più lunga che garantiva un miglior funzionamento del motore.
A dispetto dei problemi legati al propulsore, lo Ye-150 sembrava davvero promettente e così lo sviluppo tecnico del progetto fu portato avanti in parallelo ai collaudi. Il lavoro si concretizzò in un nuovo modello, lo Ye-152, con lo stesso motore del precedente, e con un singolo Ye-152A con il Tumanskij R-11F-300 del MiG-21.
Lo Ye-152 adottava una nuova ala, che aumentava la superficie alare, con una freccia di 53° ed un pilone subalare per ospitare il grosso missile Raduga R-9 (AA-4 Awl) a guida radar. Il cono centrale della presa d'aria ora aveva una forma più semplice. Inoltre fu aumentata l'area della deriva ed aggiunta una pinna ventrale in coda.
Lo Ye-152A aveva una fusoliera simile a quella dello Ye-152, ma conservava l'ala dello Ye-150. Inoltre montava due pinne ventrali affiancate sulla coda, ed aveva una deriva più grossa del modello vecchio.
Lo Ye-152A fu completato per primo e Georgiy Mosolov compì il primo volo il 23 novembre del 1960. Era una macchina impressionante, capace di 2.500km/h a 20.000 metri di quota.  Eseguì un passaggio alla parata aerea di Tushino in occasione della "Giornata delle Forze Aeree Sovietiche" del luglio 1961, quando gli osservatori occidentali credettero di avere davanti agli occhi quello che avrebbe dovuto essere il MiG-23. Gli venne assegnato il nome in codice di Flipper. Lo Ye-152A restò in servizio come prototipo sperimentale sino al 1965, quando andò perduto in un incidente che costò la vita del pilota collaudatore A. Kravtsov.
Il primo Ye-152 iniziò i collaudi in volo il 21 aprile del 1961, sempre con Mosolov ai comandi. Le prestazioni erano aumentate, con una velocità massima di 2.650km/h a 16.200 metri, anche con due simulacri di missili R-9 agganciati sulle ali. Poteva raggiungere 22.650 metri di quota. Uno dei prototipi, appositamente modificato e chiamato Ye-166, venne usato per siglare vari primati di velocità:
| Classe                                                         | Prestazione                                                | Luogo                  | Pilota           | Data              |
| Sottoclasse C 1 (aeroplani di terra) Gruppo 3 (motori a getto) | velocità su un circuito di 100 km senza carico: 2 401 km/h | Sidorovo               | Alexandr Fedotov | 7 ottobre 1961    |
| Sottoclasse C 1 (aeroplani di terra) Gruppo 3 (motori a getto) | velocità su un circuito di 15/25 km: 2 681 km/h            | Podmoskovnoe           | Georgi Mossolov  | 7 luglio 1962     |
| Sottoclasse C 1 (aeroplani di terra) Gruppo 3 (motori a getto) | tangenza massima senza carico: 22 670 m                    | Žukovskij - Petrovskoe | Pyotr Ostapenko  | 11 settembre 1962 |

Il secondo prototipo dello Ye-152 compì il suo primo volo il 21 settembre 1961. Mentre il primo prototipo montava il radar Uragan-5B, il secondo adottava un nuovo e migliorato modello, il sistema RP-5 Smerch (Tornado). Questo richiese un nuovo tipo di cono o spina centrale della presa d'aria.
Sfortunatamente i turbogetti R-15-300 continuavano a dare problemi di affidabilità. Il lavoro fatto dall'ufficio di Tumanskij portarono ad una nuova versione, l'R-15B-300, installata su un secondo prototipo dello Ye-152. Questo secondo prototipo adottava una "spina dorsale" ingrandita, come quella dei nuovi modelli del MiG-21, ed un cupolino che si sagomava a filo di questa. Furono eliminate le prese di ventilazione attorno all'ugello di scarico essendo divenute inutili.
I missili R-9 furono abbandonati in favore dei Bisnovat R-80 (AA-5 Ash), montati sulle estremità alari. Ci fu anche un tentativo di adottare delle alette canard, ma dato che l'esperienza sullo Ye-6T si rivelò negativa, si decise di abbandonare il tentativo anche con lo Ye-152. Questo secondo Ye-152 fu battezzato dapprima Ye-152P (perekvatchik, intercettore), poi Ye-152M (modifikatsirovannij, modificato).
I problemi al motore non vennero risolti e questo significò un vicolo cieco per lo Ye-152M. Anche il gruppo di Sukhoi aveva lavorato attorno ad una macchina con un simile arrangiamento che adottava lo stesso propulsore, il Sukhoi T-37, ed il programma venne fermato prima di arrivare ad un prototipo.
Lo Ye-152M rimase in servizio per le sperimentazioni fino al 1967, quando fu mostrato, a terra, al salone aeronautico di Domodedovo, con il nome di Ye-166 a dispetto del fatto che fu uno Ye-152 a segnare i primati mondiali di velocità. Il modello venne quindi spostato al Museo centrale delle aeronautiche militari di Monino, Mosca, dove rimane ancor oggi. Gli altri prototipi vennero probabilmente demoliti.
Il programma Ye-150/152, sebbene conclusosi con un nulla di fatto, diede ai sovietici una valida esperienza nel disegno di aeroplani ad alta velocità. Esperienza che venne utilizzata per arrivare all'intercettore MiG-25 Foxbat, il quale adottava lo stesso radar Smerch e gli stessi motori Tumanskij R-15B-300, che vennero resi sufficientemente affidabili da raggiungere il servizio operativo.
| Comparazione delle caratteristiche tecniche |                                                           |                                                                           |                                             |                                             |                                   |
|                                             | Ye-150                                                    | Ye-151                                                                    | Ye-152A                                     | Ye-152                                      | Ye-152M                           |
| Apertura alare                              | 8,488 m                                                   | 8,488 m                                                                   | 8,488 m                                     | 8,793 m                                     | 8,793 m                           |
| Lunghezza                                   | 18,140 m                                                  | 19 000 m                                                                  | 19 000 m                                    | 19,656 m                                    | 19,656 m                          |
| Lunghezza senza il cono                     | 15 600 m                                                  |                                                                           | 15,450 m                                    | 16,603 m                                    | 16,650 m                          |
| Carreggiata del carrello                    | 3,322 m                                                   | 3,322 m                                                                   | 3,322 m                                     | 4,200 m                                     | 4,200 m                           |
| Passo del carrello                          | 5,995 m                                                   | 5,996 m                                                                   | 5,996 m                                     | 6,265 m                                     | 6,265 m                           |
| Combustibile                                | 3 410 kg                                                  |                                                                           | 3 560 kg                                    | 4 150 kg                                    |                                   |
| Fattore di carico                           | 5,1 g                                                     |                                                                           | 7,0 g                                       |                                             |                                   |
| Carico alare                                | 359,32 kg/m²                                              |                                                                           | 410,34 kg/m²                                | 354,59 kg/m²                                |                                   |
| Superficie alare                            | 34,615 m²                                                 | 34,615 m²                                                                 | 34,020 m²                                   | 42,020 m²                                   | 42,890 m²                         |
| Peso a vuoto                                | 8 276 kg                                                  |                                                                           |                                             | 10 900 kg                                   |                                   |
| Peso massimo                                | 12 435 kg                                                 |                                                                           | 13 960 kg                                   | 14 900 kg                                   |                                   |
| Velocità massima                            | 1 210 km/h a 0 m 2 890 km/h a 19 100 m                    |                                                                           | 2 135 km/h a 13 700 m 2 500 km/h a 20 000 m | 2 510 km/h a 10 000 m 3 030 km/h a 15 400 m |                                   |
| Raggio d'azione                             | 1 500 km                                                  |                                                                           |                                             | 1 470 km                                    |                                   |
| Tempo di salita                             | 80 s a 5 000 m 305 s a 20 000 m                           |                                                                           |                                             | 3,67 min a 10 000 m 5,33 min a 20 000 m     |                                   |
| Tangenza pratica                            | 23 250 m                                                  |                                                                           | 19 800 m                                    | 22 670 m                                    |                                   |
| Autonomia                                   | 1 h e 50 minuti                                           |                                                                           |                                             |                                             |                                   |
| Velocità d'atterraggio                      | 275 – 295 km/h                                            |                                                                           |                                             |                                             |                                   |
| Corsa di decollo                            | 935 m                                                     |                                                                           | 1 000 m                                     | 1 185 m                                     |                                   |
| Impiego di pista                            | 1 250 m                                                   |                                                                           | 1 600 m                                     | 1 300 m                                     |                                   |
| Motore                                      | un Tumanskij R-15-300                                     | un Tumanskij R-15-300                                                     | un Tumanskij R-11F-300                      | un Tumanskij R-15-300                       | un Tumanskij R-15B-300            |
| Armamento                                   | Radar Uragan-5B e previsti due missili R-9 mai installati | Radar Uragan-5B e previsti due missili R-9 ed un cannone TKB-495 da 30 mm | Radar Uragan-5B e due missili R-9           | Radar Uragan-5B e due missili R-9           | Radar Uragan-5B e due missili R-9 |